# Вольная борьба на летней Спартакиаде народов СССР 1979
Соревнования по вольной борьбе на VII летней Спартакиаде народов СССР проходили с 24 по 28 июля 1979 года в Москве. Параллельно был проведён 35-й чемпионат СССР по вольной борьбе.

## Медалисты
| Весовая категория            | Золото                               | Серебро                               | Бронза                            |
| ---------------------------- | ------------------------------------ | ------------------------------------- | --------------------------------- |
| До 48 кг Наилегчайший вес    | Роман Дмитриев Москва                | Аршак Саноян Армянская ССР            | Алексей Диодоров Туркменская ССР  |
| До 52 кг Легчайший вес       | Анатолий Белоглазов Украинская ССР   | Михаил Костопуло Киргизская ССР       | Далхат Бачиев Таджикская ССР      |
| До 57 кг Полулёгкий вес      | Сергей Белоглазов Украинская ССР     | Энвер Абдурахманов Узбекская ССР      | Шамиль Гереев Азербайджанская ССР |
| До 62 кг Лёгкий вес          | Тасолтан Хатагов Азербайджанская ССР | Сайпулла Абсаидов РСФСР               | Павел Гарановский Украинская ССР  |
| До 68 кг 1-й полусредний вес | Михаил Харачура Белорусская ССР      | Павел Пинигин Украинская ССР          | Александр Мишуров Казахская ССР   |
| До 74 кг 2-й полусредний вес | Мусан Абдул-Муслимов Казахская ССР   | Руслан Ашуралиев РСФСР                | Эльбрус Короев Москва             |
| До 82 кг 1-й средний вес     | Магомедхан Арацилов РСФСР            | Александр Маркович Белорусская ССР    | Олег Калоев Армянская ССР         |
| До 90 кг 2-й средний вес     | Хасан Орцуев РСФСР                   | Алаш Даудов Украинская ССР            | Роман Рудерман Белорусская ССР    |
| До 100 кг Полутяжёлый вес    | Илья Мате Украинская ССР             | Магомед Магомедов Азербайджанская ССР | Иван Ярыгин РСФСР                 |
| Свыше 100 кг Тяжёлый вес     | Салман Хасимиков Москва              | Сослан Андиев РСФСР                   | Николай Скрипкин Белорусская ССР  |